# Benik Afobe
Benik Afobe (Leyton, Inglaterra, 12 de febrero de 1993) es un futbolista congoleño que juega en la posición de delantero en el Al-Mesaimeer S. C. de la Segunda División de Catar.

## Clubes
| Club                                   | País                   | Año       |
| -------------------------------------- | ---------------------- | --------- |
| Arsenal F. C.                          | Inglaterra             | 2010-2015 |
| Huddersfield Town A. F. C. (cedido)    | Inglaterra             | 2010-2011 |
| Reading F. C. (cedido)                 | Inglaterra             | 2012      |
| Bolton Wanderers F. C. (cedido)        | Inglaterra             | 2012-2013 |
| Millwall F. C. (cedido)                | Inglaterra             | 2013      |
| Sheffield Wednesday F. C. (cedido)     | Inglaterra             | 2014      |
| Milton Keynes Dons F. C. (cedido)      | Inglaterra             | 2014-2015 |
| Wolverhampton Wanderers F. C.          | Inglaterra             | 2015-2016 |
| AFC Bournemouth                        | Inglaterra             | 2016-2018 |
| Wolverhampton Wanderers F. C. (cedido) | Inglaterra             | 2018      |
| Stoke City F. C. (cedido)              | Inglaterra             | 2018-2019 |
| Stoke City F. C.                       | Inglaterra             | 2019-2022 |
| Bristol City F. C. (cedido)            | Inglaterra             | 2019-2020 |
| Trabzonspor (cedido)                   | Turquía                | 2020-2021 |
| Millwall F. C. (cedido)                | Inglaterra             | 2021-2022 |
| Millwall F. C.                         | Inglaterra             | 2022-2023 |
| Hatta Club                             | Emiratos Árabes Unidos | 2023      |
| Al-Dhafra Club                         | Emiratos Árabes Unidos | 2023-2024 |
| Al-Mesaimeer S. C.                     | Catar                  | 2024-     |

## Selección nacional
Ha sido internacional con las categorías inferiores de Inglaterra, su país de nacimiento. Pero en marzo de 2016 decide representar a la selección de su país de origen, la República Democrática del Congo y de donde son originarios sus padres.
Su debut se produjo el 26 de marzo de 2016 en un partido de clasificación para la Copa Africana de Naciones 2017 contra Angola.
| Año       | Selección nacional | Partidos jugados | Goles |
| 2008      | Inglaterra sub-16  | 3                | 4     |
| 2009-2010 | Inglaterra sub-17  | 23               | 11    |
| 2010-2012 | Inglaterra sub-19  | 10               | 7     |
| 2012-2013 | Inglaterra sub-21  | 2                | 1     |
| 2016 - ?  | R. D. Congo        | -                | -     |

## Palmarés

### Títulos nacionales
| Título                       | Club                          | País       | Año     |
| ---------------------------- | ----------------------------- | ---------- | ------- |
| Football League Championship | Wolverhampton Wanderers F. C. | Inglaterra | 2017-18 |
| Supercopa de Turquía         | Trabzonspor                   | Turquía    | 2020    |